# Bathycopea dicarina
Bathycopea dicarina är en kräftdjursart som beskrevs av Michitaka Shimomura 2008. Bathycopea dicarina ingår i släktet Bathycopea och familjen Ancinidae. Inga underarter finns listade i Catalogue of Life.